# Diplocephalus longicarpus
Diplocephalus longicarpus là một loài nhện trong họ Linyphiidae.
Loài này thuộc chi Diplocephalus. Diplocephalus longicarpus được Eugène Simon miêu tả năm 1884.